# Летња палата
Летња палата  је огроман комплекс језера, вртова и палата у Пекингу. Био је то царски врт у династији Ћинг. У њему углавном доминирају Брдо дуговечности (万寿山;萬壽山) и језеро Кунминг, а простире се на 2,9 км2, од којих је три четвртине вода.
Брдо дуговечности је високо око 60 м и има мноштво зграда постављених у низу. Спреда је брдо богато сјајним дворанама и павиљонима, док је позади, у оштром контрасту, тихо са природним лепотама. Централно језеро Кунминг, које се простире на 2,2 км2, у потпуности је вештачко, а ископано земљиште је коришћено за изградњу Брда дуговечности.
У децембру 1998. године, УНЕСКО је Летњу палату уврстио на свој списак светске баштине. Летња палата је проглашена „ремек-делом кинеског дизајна пејзажних башти. Природни пејзаж брда и воде комбинује се са вештачким карактеристикама попут павиљона, сала, палата, храмова и мостова да би се формирао складан склоп изузетне естетске вредности“.
Значајно у новијој историји, то је и крајња тачка Централне руте Пројекта преноса воде Југ-Север, дужине 1 267 км од акумулације Дањџангкоу, Хубеј, за водоснабдевање Пекинга.

## Историја

### Пре-Ћинг династије
Порекло летње палате датира уназад до династије ЂинЈушен народа у 1153, када је четврти владар, Ванјан Лианг, (1150-1161), преселио престоницу династије из северо-источне Кине (данашњи дистрикт Аченг, Харбин, Хејлунгђанг) у Јанђинг (данашњи Пекинг). Наредио је изградњу палате на Мирисној планини и брду Извора жада на северозападу Пекинга.
Око 1271. године, након што је династија Јуан основала свој главни град у Канбалику (данашњи Пекинг), инжењер Гуо Шоуђинг покренуо је пројекат водовода за усмеравање воде са извора у селу Баифу, Чангпинг у Западно језеро, које ће касније постати језеро Кунминг. Циљ Гуоа био је створити резервоар за воду који би обезбедио стабилно снабдевање палате водом.
1494. године, цар Хонгзи (1487–1505) из династије Минг  саградио је храм Јуанђинг за своју дојиљу Луо, испред брда Ћар, које је касније преименовано у Брдо дуговечности. Храм је током година пропао и напуштен је, а подручје око брда постало је обрасло вегетацијом. Цар Ченгде (1505–1521), који је наследио цара Хонгзи, саградио је палату на обалама Западног језера и претворио то подручје у царски врт. Преименовао је Ћар брдо у „Златно брдо“ и назвао језеро „Златно море“. Цареви су и уживали у вожњама чамцем по језеру. Током владавине цара Тианчи (1620–1627), дворски евнух је преузео царски врт као своје лично власништво.

### Династија Ћинг
У раној династији Ћинг, брдо Ћар је служио као место за коњушнице у царској палати. Евнуси који су починили преступе тамо су слати да чисте коров и косе траву.
На почетку владавине цара Ћианлонг (1735-1796), изграђени су многи царски вртови у околини данашњег пекиншког округа Хајдиен, и сходно томе, потрошња воде се изузетно повећала. У то време, већина воде ускладиштене у Западном језеру долазила је из извора слатке воде на брду Извора жада, док је један део долазио из реке Ванкуан. Било какав поремећај воденог тока са брда Извора жада утицао би на водени транспорт и системе водоснабдевања главног града.
Око 1749. године, цар Ћианлонг одлучио је да сагради палату у близини брда Ћар и западног језера како би прославио 60. рођендан своје мајке, царице удовице. Ради побољшања водоводног система главног града, наредио је да се Западно језеро прошири даље на запад да би се створила још два језера. Три језера служила су не само као резервоар за царске баште, већ и као извор воде за околна пољопривредна подручја. Цар Ћианлонг је заједничким именом назвао три језера "језеро Кунминг" по акумулацији Кунминг коју је изградио цар Ву (141–187. п. н. е.) из династије Хан за обуку своје морнарице. Земља ископана ширењем језера Кунминг коришћена је за увећање брда Ћар, које је преименовано у „Брдо дуговечности“.
Дизајн Летње палате заснован је на легенди из кинеске митологије о три божанске планине у Источном мору. Три острва у језеру Кунминг изграђена су да представљају три планине, док је само језеро засновано на нацрту Западног језера у Хангџоу. Поред тога, многе архитектонске карактеристике у палати су такође изграђене да подсећају или опонашају разне атракције широм Кине. Средишњи део Летње палате био је „Велики храм захвалности и дуговечности“. Постојао је и Дуги ходник, више од 700 м дугачак, који је био опремљен уметничким украсима. Како палата није била опремљена објектима за дуготрајни боравак и свакодневну управу државним пословима, цар Ћианлонг једва да је тамо живео и остајао је тамо само у посети.
Како је Царство Ћинг почело да пропада након владавине цара Даогуанга (1820–1850), Летња палата је постепено  запостављена и наређено је да се демонтирају архитектонске карактеристике на три острва, јер су трошкови одржавања били превисоки.
Французи и Британци су 1860. године опљачкали Летњу палату на крају Другог опијумског рата а 18. октобра 1860. Британци су спалили оближњу Стару летњу палату. Уништење палате наредио је Лорд Елгин, британски високи комесар за Кину, а предузето је као одговор на мучење и убиство двојице британских изасланика, новинара The Times-а, и њихове пратње. Уништавање великих делова Летње палате и даље изазива бес у Кини.
Између 1884–1895, током владавине цара Гуанг-сји (1875–1908), царица удовица Циси наредила је да се 22 милиона сребрних таела првобитно намењених за унапређење морнарице искористи за реконструкцију и повећање Летње палате за прославу њеног 60. рођендана. Како су средства била ограничена, грађевински радови били су концентрисани на зграде испред Брда дуговечности и бране око језера Кунминг. Летња палата је такође добила своје данашње кинеско име, "Yiheyuan", 1888. године.
1900. године, пред крај Боксерског устанка, Летња палата је поново претрпела штету када су снаге Алијансе осам народа уништиле царске вртове и заплениле многе артефакте смештене у палати. Палата је обновљена две године касније.

### Пост-Ћинг династија
1912. године, након абдикације Пу Јиа, Последњег цара, Летња палата је постала приватно власништво бивше царске породице царства Ћинг. Две године касније, Летња палата је отворена за јавност. 1924. године, након што је Пу Ји протеран из Забрањеног града, општинска влада у Пекингу преузела је контролу над Летњом палатом и претворила је у јавни парк.
После 1949. године у Летњој палати је на кратко била смештена Централна партијска школа Комунистичке партије Кине. Тамо су такође живели многи Мао Цедунгови пријатељи и кључне личности у Комунистичкој партији, попут Лиу Јазија и Ђанг Ћинга. Од 1953. године урађени су многи радови на рестаурацији и обнови Летње палате, која је сада отворена за јавност као туристичка атракција и парк.

У новембру 1998. године, УНЕСКО је Летњу палату прогласио светском баштином. Пред крај 2006. године, кинеска влада је започела дистрибуцију пригодних кованица за прославу Летње палате као културне реликвије света.

## Галерија
- Летња палата 1750-1887.
- Летња палата 1917.
- Фоксијанг Ге (Кула будистичког тамјана) на Брду дуговечности
- Павиљон Венчанг
- Sumeru Lingjing
- Paiyun Dian(Дворана која растерује облаке) и Foxiang Ge (Кула будистичког тамјана) на Wanshou Shan (Брдо дуговечности), Летња палата
- Венчанг Павиљон
- Језеро Кунминг
- Мост са седамнаест лукова